# Non ce ne importa niente
Non ce ne importa niente è un album delle Sorelle Marinetti, pubblicato nel 2008.
Prodotto da Giorgio Bozzo per l'etichetta P-NUTS e distribuito a febbraio 2008, rappresenta l'album di debutto delle Sorelle Marinetti, arrangiato e prodotto artisticamente da Christian Schmitz. È costituito da quattordici tracce ed è stato registrato e mixato da Paolo Filippi al Cavò Studio di Azzano San Paolo (BG). La voce maschile che interviene in alcuni inserti de Il pinguino innamorato e in Ma le gambe è di Giorgio Tiboni degli Italian Harmonists. Una curiosità: fra gli autori del brano Camminando sotto la pioggia figura il popolare attore comico Erminio Macario. La canzone, scritta per Wanda Osiris (allora Wanda Osiri, senza la "esse", poco autarchicamente fascista) e inserita in una rivista musicale, fu uno dei successi del 1941.

## Tracce
1. Non me ne importa niente
2. L'uccellino della radio
3. Camminando sotto la pioggia
4. Il pinguino innamorato
5. Ultimissime
6. Non sei più la mia bambina
7. Bei mir bist du schoen
8. Romantico slow
9. Tulipan
10. Ma le gambe
11. La gelosia non è più di moda
12. Sei troppo piccola
13. Cher medley (Believe / Dov'è l'amore / If I could turn back time)
14. I know why (and so do you)